# Fort Gillingham
Fort Gillingham, auch Gillingham Fort, war ein Fort am Südufer des River Medway in der englischen Grafschaft Kent.
Das 1669 errichtete Fort diente zusammen mit dem Cockham Wood Fort der Verteidigung des Docks von Chatham gegen Angriffe von See her. Diese Rolle hatte Upnor Castle bereits ein Jahrhundert vorher übernommen.
Fort Gillingham wurde vor langer Zeit abgerissen, aber seine Ringmauern und Gräben sind deutlich auf der Ordnance-Survey-Karte von 1869 sichtbar, wo sie als Küstenwachstation erwähnt ist.
Heute wird das Gelände des ehemaligen Forts Gillingham Pier genannt.